# Ontwenningsverschijnselen
Ontwenningsverschijnselen, ook wel abstinentieverschijnselen, afkickverschijnselen of onthoudingsverschijnselen genoemd, zijn symptomen die kunnen optreden na het staken of het niet tijdig of onvoldoende innemen van een middel waar men psychisch en/of lichamelijk aan verslaafd is. Soms kan dit ook een uit de hand gelopen gewoonte betreffen, zoals gokken of internetten.

## Werkingsmechanisme
Verondersteld wordt dat de oorzaak van abstinentiesyndromen ligt bij up-, dan wel downregulatie van receptoren die in meer of minder directe mate beïnvloed worden door de betrokken substantie. Hierbij dient men te weten dat:
- Bij langdurige activatie van een receptor zal down-regulatie van deze receptor optreden. Dit betekent concreet dat er een relatieve afname in aantal receptoren zal optreden door negatieve interferentie met transcriptie en translatie van genen coderend voor een of meer componenten van de receptor.

Voorbeeld: wanneer iemand met hypertensie een α2-agonist (zoals clonidine) voorgeschreven wordt, moet men in acht houden dat langdurige inname van dit geneesmiddel een downregulatie van α2-(auto)receptoren zal veroorzaken. Zolang men dan de agonist blijft innemen, heeft deze downregulatie nauwelijks effect (hoewel men voor een exact zelfde effect de dosis zou moeten opdrijven; regulatie van het aantal receptoren is immers ook een van de oorzaken aan de grondslag van gewenning). Wanneer men echter plots stopt met inname van het geneesmiddel, zal een acute bloeddrukstijging (hier het abstinentieverschijnsel) het gevolg zijn. Dit, omdat er relatief minder α2-receptoren voorhanden zijn om een overschot aan noradrenaline presynaptisch terug op te nemen, waardoor dit laatste zijn functie als sympathicomimeticum kan blijven uitoefenen. Een geleidelijke mindering van de dosis in de tijd is essentieel om abstinentieverschijnselen te voorkomen.
- Een langdurige inhibitie van een receptor, of bij eender welk ander mechanisme dat ervoor zorgt dat een ligand niet aan zijn receptor kan binden (bijvoorbeeld acetylcholinesterase breekt acetylcholine af zodat het niet meer op zijn receptor kan binden), zal upregulatie van deze receptor optreden. Hierbij zal een relatieve toename in aantal receptoren optreden door stimulatie van transcriptie en translatie van genen die coderen voor een of meerdere componenten van de receptor.

Voorbeeld: klassieke (of typische) antipsychotica zijn geneesmiddelen die een werking uitoefenen op voornamelijk de positieve symptomen (zoals hallucinaties, wanen, verwardheid) bij psychosen. Hier wordt met 'positief' niet 'goed' bedoeld, maar eerder 'wat er vóór aanvang van de aandoening niet was'. De mogelijkheid van (klassieke) antipsychotica om dopaminereceptoren te blokkeren laat toe om deze positieve symptomen te onderdrukken. Bij langdurig gebruik van deze antipsychotica dient men zich ervan te vergewissen dat, door een langdurige blokkering van de dopaminereceptoren, deze receptoren geüpreguleerd worden. Wanneer men dan plots de behandeling met antipsychotica zou staken, kan men verwachten dat de positieve symptomen in ergere mate zullen terugkeren (hier het abstinentieverschijnsel). Wanneer een staking van de behandeling aangewezen is, is opnieuw noodzakelijk dat de dosis zeer geleidelijk aan verminderd wordt, teneinde abstinentieverschijnselen te voorkomen.
De meeste stoffen hieronder (alcohol, nicotine in sigaretten, opioïden, ...) interfereren met het mesolimbisch circuit, ook wel de reward pathway (in medisch jargon soms ook de VTA-NA-pathway genoemd, naar een noodzakelijke verbinding tussen de area tegmentalis ventralis (VTA) en de nucleus accumbens (NA)). Dit circuit is immers essentieel betrokken bij het ontstaan van verslaving en ligt aan de basis van gedrag dat zich laat sturen door straf en beloning. De verstoorde neurotransmissie in dit circuit zoals bij, onder andere, schizofrenie, veroorzaakt daarbij, door overstimulatie van het circuit, de positieve symptomen van het psychotische aspect, zoals hierboven beschreven.

## Alcohol
Bij alcoholisme, oftewel alcoholverslaving, kunnen ontwenningsverschijnselen voorkomen als hevige angst en spanning, tremor (beven), en in ernstigere gevallen heftige braakneigingen (ook bij een lege maag), delirium tremens of
een epileptisch insult. Na vijf dagen tot drie weken is de lichamelijke ontwenning van alcohol voorbij.

## Roken (tabak)
De ontwenningsverschijnselen na het stoppen zijn onder meer een hevig verlangen naar een sigaret, concentratie- en slaapproblemen, honger en prikkelbaarheid en gewichtstoename. Deze worden veroorzaakt door de nicotine in combinatie met de geestelijke verslaving. Haalt men de motivatie om te roken weg, dan zullen er ook geen langdurige ontwenningsverschijnselen ontstaan.

## Soft- en harddrugs
Verslaving aan een softdrug zoals marihuana komt veelvuldig voor. In tegenstelling tot hetgeen veelvuldig beweerd wordt kunnen er bij het stoppen met grote hoeveelheden marihuana gebruik ook lichamelijke ontwenningsverschijnselen optreden. Slapeloosheid en agitatie zijn mogelijk. Deze verschijnselen verdwijnen na ongeveer drie tot vijf dagen. Ook het niets omhanden hebben en grote verveling komen veel voor. Dit is vaak de reden waarom mensen toch weer cannabis gaan gebruiken. Flashbacks (later plotselinge intense herbeleving) zijn niet mogelijk door marihuanagebruik zelf. Wel kan marihuanagebruik op het moment van het gebruik zelf een flashback teweegbrengen van een eerdere intense of traumatische ervaring.
Verslaving aan een harddrug, zoals heroïne, cocaïne of crack, amfetamine of XTC, komt minder vaak voor dan verslaving aan tabak, alcohol en softdrugs.
De ontwenningsverschijnselen zijn vaak veel heviger, zo kan iemand die aan heroïne verslaafd is zware pijn krijgen en symptomen die lijken op een zware griep tezamen met een hevig verlangen naar het middel (craving). Het afkicken van heroïne duurt zo'n 5 dagen, vooral wat betreft de lichamelijke verschijnselen. 
Daarna kan men nog maanden lichtere ontwenningsverschijnselen, die ook een psychologische oorzaak hebben, ondervinden. Het is van belang dat de psychische verslaving aangepakt wordt. Mensen die zeer lang verslaafd zijn geweest (vooral aan heroïne) zijn vaak niet of nauwelijks meer in staat een normaal leven te leiden en blijven terugverlangen naar het oude leven, ondanks dat dit oude leven wellicht veel zwaarder was. Een goed hulpmiddel om dit te voorkomen is breken met oude vrienden. Personen met verslavingsproblemen zijn psychisch regelmatig de rest van hun leven verslaafd aan dit middel. Een keer gebruiken na jaren gestopt te zijn is vaak voldoende om iemand weer in een grote verslaving te laten vervallen. Bij het staken van cocaïnegebruik komen voornamelijk psychische verschijnselen voor. Vooral depressie, agitatie (prikkelbaarheid) en het gemis van het oppeppende middel, zich soms uitend in agressie, zijn verschijnselen (symptomen) die men kan krijgen na het staken van cocaïnegebruik.
Verslaving komt niet of nauwelijks voor bij een aantal soft- en harddrugs, met name bij de psychedelica, zoals LSD en (inmiddels ook als harddrug geclassificeerde) paddo's. LSD, een psychoactieve drug (evenals paddo's), kan in sommige gevallen bij veelvuldig gebruik in een korte tijd, herhaald optredende verstoringen van de visuele perceptie veroorzaken die zelfs nog maanden of jaren na het laatste gebruik kunnen voorkomen. Ook flashbacks kunnen voorkomen maar zelden zijn deze van dusdanige aard dat de gebruiker er (ernstige) last aan ondervindt. Eventuele verslaving aan LSD en / of andere psychedelica is van psychische aard en komt zelden voor vanwege de intensiteit van de ervaring die deze middelen teweegbrengen.

## Medicijnen
Een veelvoorkomend probleem is verslaving aan medicatie zoals pijnstillers en kalmerende middelen, de zogenaamde benzodiazepinen.
Artsen hebben vaak geen duidelijk beeld van hoeveel patiënten er verslaafd zijn aangezien veel patiënten trouw hun medicatie ophalen en nooit klagen, wat overigens niet wegneemt dat zij wellicht (zwaar) verslaafd zijn. Benzodiazepines die veel geslikt worden zijn onder andere diazepam (Valium), temazepam, oxazepam en alprazolam (Xanax). Het is vaak verstandig deze middelen niet al te lang te gebruiken en er langzaam mee te stoppen. Verschijnselen zijn onder andere: hevige angst en spanning, tintelingen en overgevoeligheid van de ledematen, vooral de onderbenen, hallucinaties, overgevoeligheid voor geluid en in ernstige gevallen een epileptisch insult en verlies van werkelijkheidszin. Ook kunnen klachten die onderdrukt werden weer terugkeren, soms tijdelijk in verhoogde mate, dit wordt ook wel het rebound-effect genoemd.
Langdurig gebruik van vooral hoge doseringen kan leiden tot langdurige ontwenningsverschijnselen, variërend van enkele weken tot enkele maanden en zelfs tot enkele jaren. De verschijnselen nemen zeer langzaam in hevigheid af en als deze langer dan twee jaar duren worden zij vaak het "post-ontwenningssyndroom" genoemd. Deze verschijnselen kunnen voorkomen of verminderd worden door een zeer langzame afbouw van de medicatie. 
Ook paracetamol, al dan niet in combinatie met codeïne of andere stoffen, wordt soms als snoepjes geslikt en dat jarenlang. Soms kan men juist nieuwe pijnklachten krijgen door het langdurige gebruik, die weer langzaam verdwijnen na het staken van de medicatie. De kans op terugkeer van de oorspronkelijke klachten is groot. 
Bij zwaardere pijnstillers zoals morfine (bijvoorbeeld Ms_Contin) kan ook verslaving optreden. De ontwenningsverschijnselen zijn vergelijkbaar met die van heroïne (diamorfine). 
Soms wordt een ander middel, zoals methadon, in afbouwende mate voorgeschreven om deze verschijnselen te verminderen. 
Ook komt een multi-verslaving (poly-verslaving) aan medicijnen voor. De verslaafde neemt allerlei medicijnen in die hij of zij niet of niet in zodanige hoeveelheden nodig heeft, en het dagelijkse leven is gericht op het verkrijgen en innemen van de medicatie. Soms komt receptvervalsing voor of koopt men de medicatie via internet bij particulieren in Nederland of bij fabrikanten in het buitenland. Soms zijn dit afgekeurde partijen.
Ook alcohol- en/of drugsverslaving in combinatie met medicijnverslaving komt voor, wat bij acuut stoppen van alle middelen tegelijk ernstige ontwenningsverschijnselen kan geven, in extreme gevallen zelfs dodelijk. Vaak dient eerst de alcohol- of drugsverslaving gestopt te worden voordat men de medicatie kan stoppen. Het stoppen van medicatie dient bijna altijd gradueel (afbouwend) te gebeuren, bij voorkeur in overleg met een arts. Artsen die niet goed op de hoogte zijn van de verslavingsproblematiek van medicatie zijn geneigd de medicatie te snel af te bouwen. Een vertrouwenspersoon, (een maatschappelijk werker, of eventueel een bekende) kan de persoon begeleiden bij het afbouwen. Een verslavingsdeskundige is ook een optie.
Zie ook: Medicijnvergiftiging.

## Overige ontwenningsverschijnselen
Veel mensen die afkicken 'vervangen' tijdelijk het verslavende middel door wat anders. Meestal is dit onschuldig, zoals de alcoholist die de koelkast steeds 'plundert' en zich een aantal weken volpropt met etenswaren en andere dranken zoals frisdranken. Een ander
wordt weer hyperactief en maakt zijn huis tot in detail schoon of een ander zit wekenlang in een hoekje te roken. Een enkele keer resulteert zulk gedrag in het ontstaan van een nieuwe verslaving, maar meestal is het een tijdelijk gebeuren en redelijk onschuldig.

## Andere verslavingen
Er zijn vele dingen waar men verslaafd aan kan raken, zoals aan computerspellen, gokken, internet, koffie, chocolade, seks, frisdrank, energiedrank, eten en sporten. Het stoppen met gebruik van de zaken waar men aan verslaafd is, geeft vrijwel altijd ontwenningsverschijnselen, welke vaak ook psychisch van aard zijn.